# Michoud Assembly Facility
Michoud Assembly Facility (zkráceně MAF) je výrobní komplex v okrese New Orleans ve státě Louisiana v Spojených státech. Areál, rozprostírající se na 3,4 kilometrech čtverečních, slouží jak vládním agenturám jako NASA, tak i komerčním společnostem k výstavbě a montáži raketových stupňů, motorů a dalších prvků raket. Od září 1961 do prosince 1972, konce programu Apollo, toto místo využívala společnost Chrysler ke stavbě prvních stupňů raket Saturn I a Saturn IB, ke které se později připojila i společnost Boeing, která stavěla první stupeň rakety Saturn V a od roku 2012 i Space Launch System. Od 5. září 1973 do 20. září 2010 byla továrna využívána pro stavbu vnějších palivových nádrží raketoplánu Martin Marietta.

## Historie
Komplex byl vystavěn v roce 1940 ve vesnici Michoud v americké Louisianě divizí Higgins-Tucker společnosti Higgins Industries, přičemž se na stavbě podílela vláda Spojených států, aby si zajistila výrobu nákladních letadel C-76 a vyloďovacích člunů během druhé světové války. Výroba C-76 však pouze začala, ale letadla nebyla nikdy dokončena a místo toho byly vyrobeny 2 kusy Curtiss C-46 Commando v roce 1943 a zbytek byl zrušena v roce 1944. Ve 40. letech bylo zařízení označováno jako Michoud (Factory) Airfield a v roce 1952 se stalo neaktivním. Avšak ke konci korejské války se v komplexu vyráběly motory pro tanky M4 Sherman a M46 Patton. 

### Saturn
Po skončení války v roce 1953 byl až do roku 1961 komplex neaktivní. Právě v roce 1961 byl komplex přeřazen pod správu agentury NASA, a začala v něm společnost Chrysler Corporation konstruovat první stupeň rakety Saturn V a první stupeň rakety Saturn IB. Původně se v komplexu měla konstruovat také raketa Saturn C-8, ale z důvodu výšky stropu továrny – 12 metrů – to nebylo možné. Proto byl vybrán menší model, C-5, později přejmenovaný na Saturn V, místo původní plánované C-8.

### Space Shuttle a ISS
Počínaje první testovací misí programu Space Shuttle 29. června 1979, bylo vyrobeno v MAF 136 SSET nádrží – od první mise STS-1 raketoplánu Columbia, konče raketoplánem Endeavour, 20. září 2010.

Od poloviny 90. let 20. století až do roku 2010 byly také v komplexu vyráběny moduly a části Mezinárodní vesmírné stanice.

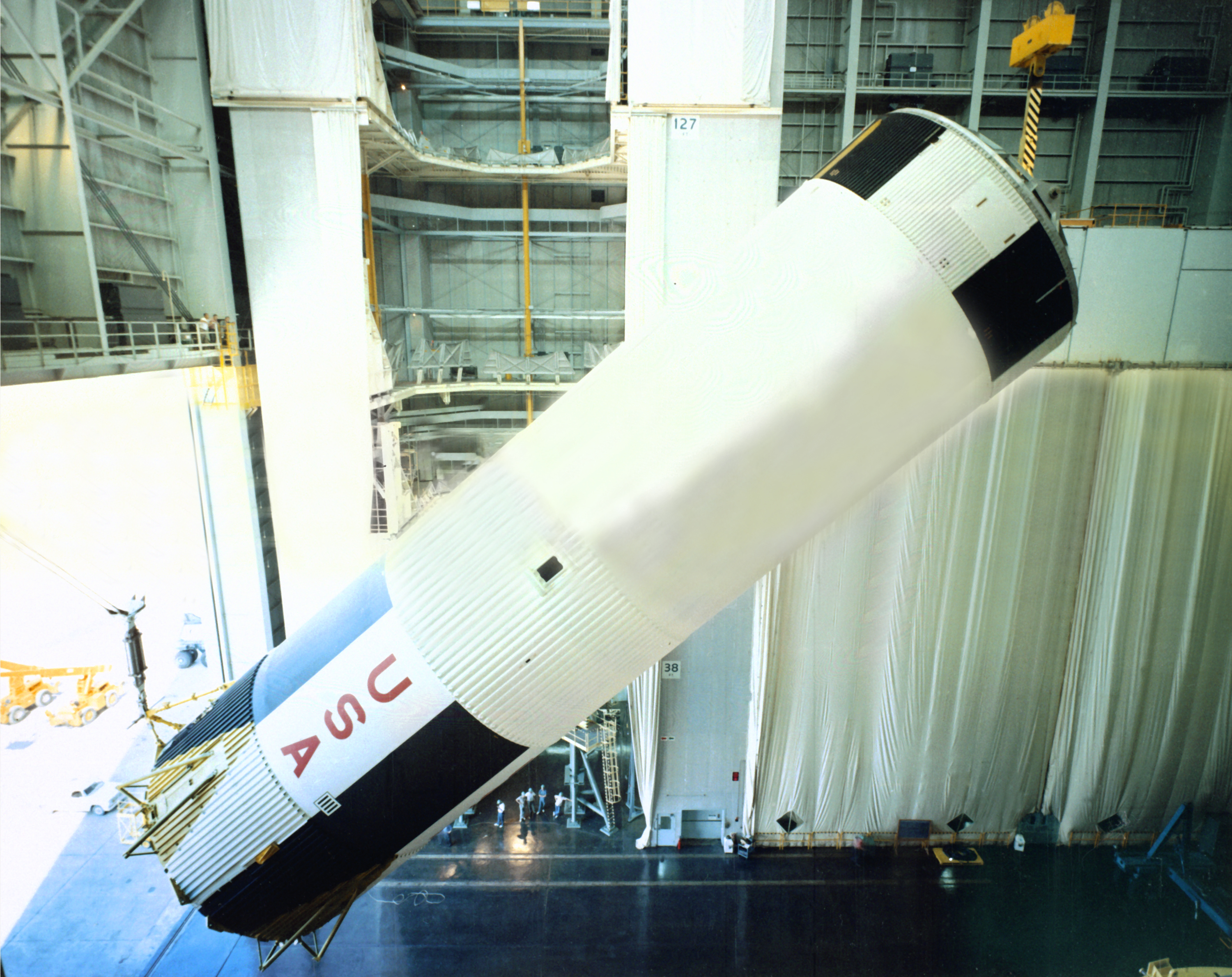
První stupeň rakety Saturn V, zkonstruovaný v MAF.

### Ares
NASA také plánovala použít komplex na výrobu raket pro již zrušený program Constellation, včetně kosmické lodi Orion, horního stupně Ares I a centrálního stupně Ares V. V roce 2010 byl ale za vlády Baracka Obamy program Constellation. Později byl ale program nahrazen programem Artemis, který využívá Space Launch System, budovaný v MAF.

### Space Launch System
Komplex je od listopadu 2014 také používán agenturou NASA pro Space Launch System, který konstruuje společnost Boeing. První verze SLS Block 1 pro misi Artemis I byla ke konci roku 2019 dokončena, přičemž Boeing už začal konstruovat i SLS pro mise Artemis II, Artemis III a Artemis IV.
První nosná raketa SLS odstartovala z Kennedyho vesmírného střediska, z rampy LC-39B, 16. listopadu 2022.

## Komplex

### Části

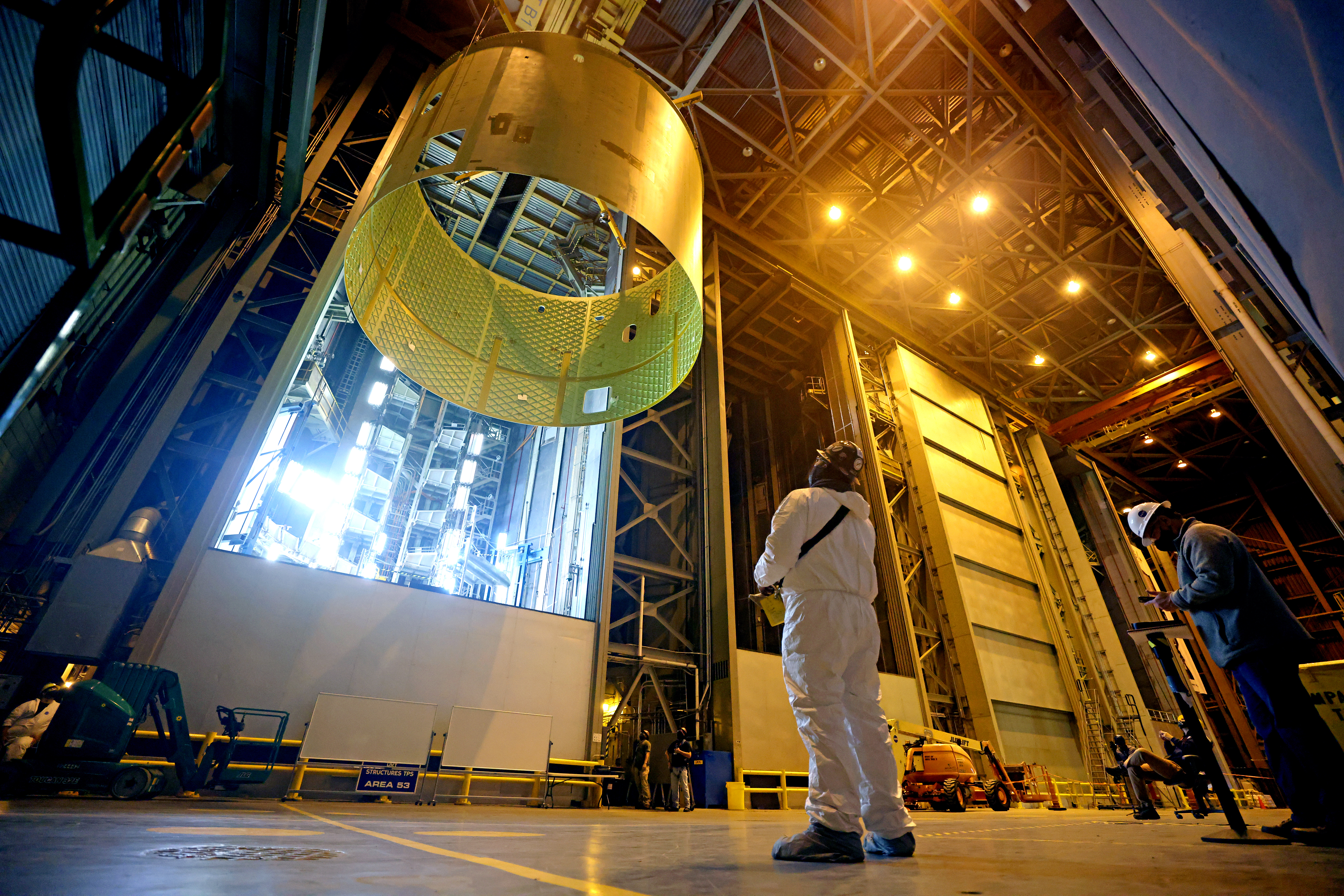
Část konstrukce pro motory rakety SLS, pro misi Artemis III.

Celý komplex se skládá ze čtyř velkých částí.

#### První část
V první části se nachází hlavní výrobní hala s číslem 103 a severní a jižní vertikální montážní haly s označeními 115 a 110. V hlavní budově probíhá většina výrobních a svařovacích činností – byl zde vyroben centrální stupeň rakety Space Launch System, dříve také SSET pro raketoplány, komponenty pro ISS a první fáze Saturn V. Budova má rozměry 512 x 340 metrů a obsahuje více než 40 různých mést pro výrobní, konstrukční a montážní činnosti. 
Nedaleko jižní haly se nachází elektrická oblouková pec a odlévací stroj. Dále se před jižní halou nachází budova pro inspekci a kontroly součástek. Severní hala byla postavena v roce 2011 za účelem přidání dalšího vertikálního zařízení pro svařování. K hlavní výrobní budově také přiléhají další dílny – pro aplikaci izolační pěny, transformátory pro obloukovou pec a velké množství otevřeného prostoru pro různé potřeby.

#### Druhá až čtvrtá část
Druhá část je externí budova, používána k výrobě malých součástek a vybavení vesmírných stanic. Do hlavní haly také dodává různé drobné součástky, zejména spojovací prvky – nýty a šrouby. Třetí část je taktéž externí budova pro další výrobní procesy, přičemž obsahuje laboratoř, kancelářské prostory a skladovací prostory. Čtvrtá část se nachází jižně od areálu; jedná se o dílnu pro zpracování a aplikaci izolační pěny na komponenty nádrží pro nosné rakety.

### Doprava
Většina vnitřních cest a ploch je vyrobená z leštěného betonu, který zajišťuje snadný přístup vozidel a jeřábů, přičemž v některých cestách jsou také zabudovány koleje pro přepravu na lokálních vlacích / vozících.
Zhruba 600 metrů od komplexu se jihozápadně od hlavní výrobní budovy nachází lodní přístav, odkud lodě převážejí vyrobené komponenty. Ty jsou dodávány buď do Kennedyho vesmírného střediska pro dokončení a zkompletování, do komplexu Marshall Space Flight Center v Alabamě, nebo do testovacího střediska Stennis Space Center v Mississippi.